# Tearaght Island
Tearaght Island (iriska: An Tiaracht) är en ö i republiken Irland.   Den ligger i grevskapet Ciarraí och provinsen Munster, i den sydvästra delen av landet, 300 km väster om huvudstaden Dublin. Arean är 0,41 kvadratkilometer.
Terrängen på Tearaght Island är lite kuperad. Öns högsta punkt är 165 meter över havet. Den sträcker sig 0,6 kilometer i nord-sydlig riktning, och 1,0 kilometer i öst-västlig riktning.